# Drepanophora longiuscula
Drepanophora longiuscula är en mossdjursart som beskrevs av Harmer 1957. Drepanophora longiuscula ingår i släktet Drepanophora och familjen Lepraliellidae.
Artens utbredningsområde är Röda havet. Inga underarter finns listade i Catalogue of Life.